# Voetbalvrouwen
Voetbalvrouwen is een Nederlandse drama-komedieserie bedacht door Ingrid van de Heuvel en Johan Nijenhuis.
De serie speelde zich af in een dure buitenwijk van Amsterdam en volgde het leven van vier totaal verschillende voetbalvrouwen. Alle vier wrongen zij zich, elk op hun eigen manier, door onmogelijke drama's, persoonlijke issues en het leven van hun man. Daarnaast kregen ze ook te maken met misdaden en de mysteries die deze veroorzaakten. Maar dat moest natuurlijk allemaal buiten de deur blijven en zorgen dat niemand iets merkt van hun "ideale" leventjes.
De serie kende vele acteurs, met hoofdrollen van Marit van Bohemen als Solange Ferrero, Lone van Roosendaal als Melanie Woesthoff, Peggy Vrijens als Oksana Nikolajev en Yolanthe Cabau van Kasbergen als Kate Witte. Marlous Dirks speelt de rol van Madonna Duprie als de vijfde vriendin, maar was officieel geen voetbalvrouw.
Vanaf de seriepremière op Tien op 18 maart 2007, kreeg de serie goed commentaar van het publiek. Alleen tijdens seizoen twee was er een ophef rondom de familie van Solange. Ze zouden worden neergezet als kampers, zoals ze helemaal niet zijn. Om dit probleem op te lossen kwam er verscheidene keren een rectificatie door het beeld heen.

## Productie
Het idee voor de serie werd bedacht door Ingrid van de Heuvel en Johan Nijenhuis, terwijl ze de Engelse variant Football Wives, in het Nederlands vertaalden als Noppen & Naaldhakken.
Het eerste seizoen bestond uit tien afleveringen en werd uitgezonden op de toenmalige zender Tien. De serie was geprogrammeerd na het Eredivisie-programma De Wedstrijden, en mogelijk droeg dit bij aan het relatief hoge gemiddelde kijkcijfer van 905.100 per aflevering.
Na het succes van het eerste seizoen is er besloten om een tweede seizoen te maken. De opnames vonden plaats vanaf augustus 2007. Seizoen 2 telde 13 in plaats van 10 afleveringen. De serie werd overgenomen door RTL 4 nadat het noodlijdende Tien werd opgeheven en omgedoopt naar RTL 8. Op RTL 4 boekte de serie aanvankelijk meer succes, met gemiddeld een miljoen kijkers. Seizoen 2 werd uitgezonden van 9 maart tot 1 juni, te zien op RTL 4.
In de zomer van 2008 werd bekendgemaakt dat RTL 4 alleen verder wilde met de serie in coproductie met het Belgische VTM. De serie was in België erg populair, maar op 30 juli gaf VTM aan niet mee te willen werken aan de serie. Echter heeft de Vlaamse omroep daarna wel de serie aangekocht en zond vrij snel het eerste seizoen uit.
Na een lange onduidelijkheid over een derde seizoen maakte acteur Bas Muijs op 11 december 2008 in RTL Boulevard bekend dat er definitief een derde seizoen zal komen, 13 afleveringen. Seizoen 3 startte op vrijdag 30 oktober 2009 en eindigde op 29 januari 2010.
Tot op heden is er geen vierde seizoen gekomen en zijn er ook geen opnamen gepland. Mogelijke redenen zijn de matige kijkcijfers van het derde seizoen, een gebrek aan budget en het vertrek van verschillende acteurs. Ondanks geruchten dat er toch opnames zouden plaatsvinden voor het vierde seizoen, hebben producent NL Film & TV noch de acteurs dit kunnen bevestigen. Acteurs Marit van Bohemen, Peggy Vrijens, Bas Muijs, Curt Fortin en Joep Sertons hebben wel aangegeven graag nog een seizoen te willen maken.

## Acteurs en personages
Bij de première kende de serie acht vaste rollen. Voor het tweede seizoen werden er een aantal personages uitgeschreven, maar werden ze aangevuld met verschillende personages. In de leader stonden 10 vaste personages, die onderling rouleerden. Seizoen 2 kende 12 vaste personages. In het derde seizoen werd het aantal weer teruggebracht naar acht, waarvan er halverwege wederom twee bij kwamen.
De acht vast rollen in seizoen 1 inclusief de vier leading vrouwen: Nicolette van Dam als de ietwat simpele Solange de Reuver, Lone van Roosendaal als de mediaverslaafde Melanie Woesthoff, Sophie van Oers als de naïeve Renske Veldman en Leontine Borsato als de stijlvolle Liz Duivendrecht. Verder Mike Weerts als de nieuwe spits Danny Doornbos, Bas Muijs als de Italiaanse driftkikker Italo Ferrero, Victor Löw als de coach Arjan Duivendrecht en Barry Atsma als de spits op zijn retour Jeffrey Woesthoff.
In seizoen twee namen we afscheid van Löw en Atsma, dit omdat Arjan overleed in seizoen een en Atsma ging voetballen in Bahrein. Löw was nog aanwezig voor een videoboodschap voor Liz en Atsma verliet de serie in de tweede aflevering van seizoen twee, maar kwam terug in aflevering twaalf. Daarnaast deed had hij ook nog een gastoptreden aflevering acht van seizoen twee. Daarnaast werd het personages Dylan Woesthoff gepromoveerd tot vaste personages, maar zijn rol werd echter overgenomen door Ludwig Bindervoet. In de eerste aflevering maken we ook kennis met Joep Sertons als de nieuwe coach Rutger Carolus en Marlous Dirks als het zusje van Melanie, Madonna Duprie. Dirks speelde mee in de eerste tien afleveringen en vertrok daarna uit de serie. Ondertussen hadden ook Curt Fortin als de tijdelijk vervanger Gio Goudzand en Wolter Muller als de nieuwe keeper Hidde Storm hun intrede gemaakt. Fortin was vanaf aflevering drie het hele seizoen gecrediteerd in de leader, maar Muller deed echter mee vanaf aflevering 6 en werd alleen gecrediteerd in de leader in aflevering 11 en 12.
Nicolette van Dam en Leontine Borsato lieten weten niet verder te willen met de serie, althans niet een heel seizoen. Nicolette van Dam wil zich meer ontwikkelen op o.a. presentatiegebied, en Leontine wil meer tijd met haar gezin doorbrengen.
Bij de aanvang van seizoen drie bleek Atsma ondertussen terug te zijn gegaan naar Bahrein met zijn zoon Dylan. Daarnaast is ook Muller vertrokken, echter is het niet bekendgemaakt wat er is gebeurd met Hidde Storm. In de tweede aflevering van seizoen drie verlieten Nicolette van Dam en Leontine Borsato de serie. Het personage van Solange werd overgenomen door Marit van Bohemen. In de derde aflevering van seizoen drie verliet Sophie van Oers de serie en de aflevering daarop nam Peggy Vrijens de rol van Oksana Nikolajev op zich. Zij maakte de voetbalvrouwen weer helemaal compleet. Daarnaast keert Madonna Duprie (Marlous Dirks) bij aanvang van seizoen drie terug en maken we in aflevering twee van seizoen drie kennis met de nieuwe voetballer Kofi Akua gespeeld door André Dongelmans.

### Acteurs
Op 22 januari 2009 werd bekendgemaakt dat Nicolette van Dam (Solange) en Leontine Borsato (Liz) de serie definitief zouden gaan verlaten. Ze zouden alleen nog in de eerste afleveringen van het derde seizoen te zien zijn.
Yolanthe Cabau van Kasbergen zou de nieuwe rol van Kate gaan vertolken, de dame die de make-up van de voetbalvrouwen verzorgt. Een kleine week later gaf ook Sophie van Oers (Renske) aan de serie te gaan verlaten. Marit van Bohemen zou de rol van Solange van Nicolette van Dam overnemen. Of de rol van Van Oers zou worden vervangen, was onbekend.
Tijdens de fotosessie voor het derde seizoen werd bekendgemaakt dat Peggy Vrijens de vierde voetbalvrouw zou worden. Daarmee bleef alleen Lone van Roosendaal de laatste originele voetbalvrouw. Maar ook Lone van Roosendaal gaf aan met Voetbalvrouwen te willen stoppen. Van Roosendaal wilde nog wel in de geplande film spelen, maar deze werd nog geen week later geannuleerd.

## Rolverdeling per seizoen
Legenda
 = Hoofdrol
 = Bijrol
 = Geen rol
* In cursief zijn eerdere functies
| Nicolette van Dam Marit van Bohemen | Solange Ferrero-de Reuver | 10 | 13 | 13 | 36 |
| Bas Muijs                           | Italo Ferrero             | 10 | 13 | 13 | 36 |
| Lone van Roosendaal                 | Melanie Zonderland †      | 10 | 13 | 13 | 36 |
| Mike Weerts                         | Danny Doornbos            | 10 | 13 | 13 | 36 |
| Sophie van Oers                     | Renske Doornbos-Veldman   | 10 | 13 | 3  | 26 |
| Joep Sertons                        | Rutger Carolus            |    | 13 | 13 | 26 |
| Leontine Ruiters                    | Liz Duivendrecht †        | 10 | 13 | 2  | 25 |
| Curt Fortin                         | Gio Goudzand              |    | 11 | 13 | 24 |
| Marlous Dirks                       | Madonna Duprie-Zonderland |    | 10 | 13 | 23 |
| Manuel Broekman Ludwig Bindervoet   | Dylan Woesthoff           | 8  | 13 |    | 21 |
| Barry Atsma                         | Jeffrey Woesthoff         | 10 | 6  |    | 16 |
| Yolanthe Sneijder-Cabau             | Kate Witte                |    |    | 13 | 13 |
| André Dongelmans                    | Kofi Akua                 |    |    | 11 | 11 |
| Victor Löw                          | Arjan Duivendrecht †      | 9  | 1  |    | 10 |
| Peggy Vrijens                       | Oksana Nikolajev          |    |    | 10 | 10 |
| Wolter Muller                       | Hidde Storm               |    | 8  |    | 8  |
| Tycho Knobbout                      | Diego Woesthoff           | 7  | 8  | 13 | 28 |
| Frans van Deursen                   | Jokke Rinkers             | 7  | 10 | 5  | 22 |
| Stephan Evenblij                    | Mickey de Reuver          | 2  | 8  | 10 | 20 |
| Hans Ligtvoet                       | Ton de Reuver             | 2  | 8  | 5  | 15 |
| Sanguita Akkrum                     | Tessa Carolus             |    | 12 |    | 12 |
| Vincent Biekman                     | Anthony Somerman          | 10 |    |    | 10 |
| Kimberley Klaver                    | Jamie                     | 8  | 1  |    | 9  |
| Leonid Vlasov                       | Oleg Ikolajev             |    |    | 8  | 8  |
| Ahmed Salah Larbi                   | Achmed Mahrib             |    | 5  | 2  | 7  |
| Trudy de Jong                       | Corry de Reuver           |    | 6  |    | 6  |
| Werner Kolf                         | Wesley van Duin           |    | 6  |    | 6  |
| Antonie Kamerling                   | Oberon van Ravenzwaai     |    | 5  |    | 5  |
| Maeve van der Steen                 | Giselle Ferrero           | 4  |    |    | 4  |
| Bavo Galema                         | Sjaak Wagenaar            | 4  |    |    | 4  |

Opmerkingen:
1. Het personage Dylan Woestoff werd in seizoen 1 gespeeld door Manuel Broekman.
2. In het eerste seizoen werd de moeder van Solange "Corry de Reuver" door diverse actrices gespeeld. Pas in het tweede seizoen kreeg het personage een vaste rol in de serie die vertolkt werd door actrice Trudy de Jong
3. Jeffrey Woesthoff vertrok in aflevering 2 van seizoen 2 uit de serie. Gio nam zijn plek over in de derde aflevering in de opening leader. We zagen Jeffrey ook nog een keer in aflevering 8 van seizoen 2.
4. Madonna vertrok in aflevering 10 van seizoen 2 uit de serie (om vervolgens in seizoen 3 alweer terug te keren). Gio nam haar plek over in de elfde aflevering in de opening leader. Wolter Muller kwam in Curts plek. Wolter Muller deed echter al mee vanaf aflevering 6 van het tweede seizoen.
5. Dylan verdween uit de leader in aflevering 12 van seizoen 2. Jeffrey werd weer toegevoegd op Gio's plek. Gio ging weer terug naar zijn oude plek. Waardoor Hidde op Dylans plek kwam. Vervolgens in aflevering 13 stond Dylan weer in de leader en was Hidde verwijderd. Terwijl beide in aflevering 12 en 13 te zien waren.
6. Peggy Vrijens speelde in het eerste seizoen de rol van journalist Tina. In seizoen 3 komt Vrijens terug als Oksana Nikolajev.
7. Het personage Solange Ferrero wordt vanaf aflevering 3 van seizoen 3 overgenomen door Marit van Bohemen.
8. In aflevering 9 van seizoen 2 was Jeffrey alleen te zien in een videoboodschap voor Dylan, die op dat moment 18 jaar oud is geworden.
9. In aflevering 3 van seizoen 3 stond Nicolette van Dam nog steeds gecrediteerd in de leader, terwijl Marit van Bohemen de rol van Solange speelde (Solange had dus in episode 26 zowel een vaste rol én een gastrol).

## Kijkcijfers
| Seizoen | Timeslot      | Seizoenpremière | Seizoenfinale   | Tv-seizoen | Gem. aantal kijkers |
| ------- | ------------- | --------------- | --------------- | ---------- | ------------------- |
| 1       | Zondag 20.30  | 18 maart 2007   | 27 mei 2007     | 2006-2007  | 905.100             |
| 2       | Zondag 20.30  | 9 maart 2008    | 1 juni 2008     | 2007-2008  | 979.000             |
| 3       | Vrijdag 20.30 | 30 oktober 2009 | 29 januari 2010 | 2009-2010  | 758.154             |

## Film
Het was de bedoeling dat er in de zomer van 2010 een filmversie van Voetbalvrouwen kwam. De film zou in het teken staan van het wereldkampioenschap voetbal 2010 in Zuid-Afrika. Er zouden daar zelfs opnames plaatsvinden. De film had als werktitel: Voetbalvrouwen gaan voor goud.
Opmerkelijk is dat de vier originele voetbalvrouwen Nicolette van Dam, Lone van Roosendaal, Sophie van Oers en Leontine Borsato de hoofdrollen zouden vertolken. Het personage van Van Dam was gerecast door middel van plastische chirurgie. Van Oers' personages Renske is officieel geen voetbalvrouw meer en Borsato's personage overleed in seizoen 3.
Op 27 november 2009 werd bekendgemaakt dat de film om financiële redenen niet doorging.

## Merchandise

### Dvd's
| Titel dvd                   | 1e uitgave        | Aantal schijfjes | Aantal afleveringen |
| --------------------------- | ----------------- | ---------------- | ------------------- |
| Seizoen 1                   | 18 januari 2008   | 3                | 10                  |
| Seizoen 2                   | 23 mei 2008       | 4                | 13                  |
| Seizoen 2 - Limited Edition | 26 mei 2008       | 4                | 13                  |
| Het complete Seizoen 1&2    | 11 september 2009 | 6                | 23                  |
| Seizoen 3                   | 15 januari 2010   | 3                | 13                  |
| Ultimate Collection         | 3 september 2010  | 9                | 36                  |

## Trivia
- De slagzin van de serie luidt De serie met ballen.
- De Voetbalvrouwen zijn geparodieerd in een frituurvetreclamefilmpje (Bitterbalvrouwen).[15]
- De winkelscènes zijn gefilmd in de P.C. Hooftstraat in Amsterdam.
- Nicolette van Dam is bekend van haar rol als Bionda Kroonenberg in ZOOP. Lone van Roosendaal speelde een gastrol als haar moeder.
- De scènes waarin de thuiswedstrijden van Heros worden gespeeld zijn gefilmd in het Stadion Galgenwaard van FC Utrecht.